# Francouzská aliance (Hradec Králové)
Francouzská aliance v Hradci Králové (francouzsky Alliance française Hradec Králové) byla jednou z odnoží sítě Francouzských aliancí v Hradci Králové, které sdružují zájemce o francouzský jazyk, kulturu a literaturu. Francouzská aliance v Hradci Králové byla oficiálně ustanovena v roce 1901 a zanikla v roce 1951. Hradecká sekce nebyla po sametové revoluci obnovena.

## Historie
Počátky vzniku sítě Francouzských aliancí na českém území sahají do roku 1886, kdy byla v Praze založena první česká pobočka Alliance française. V následujících letech byly v českých městech zakládány francouzské kroužky a zájmové skupiny sdružující zájemce o francouzský jazyk, kulturu a literaturu. V Hradci Králové byly živnou půdou pro francouzský jazyk především zdejší školy, totiž klasické a reálné gymnázium, učitelský ústav, biskupský seminář, později také obchodní akademie a dívčí lyceum. Právě absolventi obchodní akademie, sdružení ve spolku absolventů Oliva, vydali po založení výboru v roce 1901 článek v časopise Ratibor, ve kterém vyzvali k založení kroužku pro francouzský jazyk. V čele výboru stanul knihkupec Jiří Vladimír Tolman, autor pozdějších známých vzpomínek na starý Hradec Králové a pravnuk hradeckého knihtiskaře a nakladatele Jana Hostivíta Pospíšila.
Ustavující valná hromada se konala dne 12. června 1901 v hotelu Grand, kde byl čten pozdravný dopis malíře Soběslava Pinkase, prvního předsedy pražské Francouzské aliance. Do čela řádného výboru byl následně zvolen dr. Jiřík, přednosta filiálky Rakousko-Uherské banky, kterého krátce poté vystřídal profesor hradeckého reálného gymnázia Jaroslav O. Hruška. Ve spolku krátce nato vznikla knihovna, do které byly dodávány některé francouzské časopisy. Hradecká sekce Francouzské aliance byla velmi činná a v roce 1907 získala diplom a stříbrnou medaili od pařížské Francouzské aliance. Ve válečných letech byly nuceny být aliance přeměněny v zájmové kroužky, protože Francie byla nepřátelským státem a jakékoliv projevy podpory této zemi byly zakázané.
Rozvoj hradecké sekce nastal po vzniku Československé republiky, kdy byly utuženy vztahy s Francií a kdy byla ze strany Francie snaha o rozšiřování francouzské kultury a jazyka do dalších nefrancouzských zemí. V březnu roku 1919 byla obnovena hradecká sekce Francouzské aliance, která v této době měla již 80 členů. Mezi činnosti hradecké sekce patřily především konverzační schůzky členů, přednášky, divadelní představení ve francouzštině či výuka jazyka. V Hradci Králové od roku 1922 probíhaly letní prázdninové kurzy francouzštiny pro zájemce z celé republiky. Podmínkou pro vstup do spolku byla znalost francouzštiny, proto mezi členy jednotlivých sekcí po celém státě byli především zástupci vzdělaných vrstev (učitelé, lékaři, bankovní úředníci aj.), velmi často také ženy. Hradec Králové také navštěvovali přímo některé osobnosti z Francie. V letech 1919–1922 objížděl Evropu generální tajemník pařížské Francouzské aliance Paul Labbé, který navštívil také Hradec Králové. V roce 1923 zavítal do Hradce Králové maršál Ferdinand Foch, o rok později na pozvání hradecké sekce Francouzské aliance také francouzský velvyslanec Fernand Couget. I v následujících letech město navštěvovaly francouzské politické, publicistické či vojenské osobnosti.
V roce 1934, po atentátu na jugoslávského krále v Marseille, při kterém zahynul také francouzský ministr zahraničí Louis Barthou, hradecká i další mimohradecké sekce organizovaly pietní manifestace, což ukazovalo na jejich politizaci. Zlom nastal po podepsání Mnichovské dohody v roce 1938, kdy jednotlivé sekce v čele s pražským Francouzským institutem shodně protestovali proti podepsání tohoto dokumentu, což pařížská mateřská organizace dlouho přecházela. Tento postoj vedl u řady členů k rezignaci, případně na spontánní vracení vyznamenání, které jednotliví členové získali od pařížské Francouzské aliance. Hradecká sekce zanikla hned po německé okupaci v březnu 1939, kdy odevzdala veškeré jmění spolku absolventů obchodní akademie Oliva a francouzské knihy darovala veřejné knihovně. Ke krátkému obnovení hradecké sekce došlo hned po válce v roce 1945. Poslední přednáška se zde konala v roce 1949, nedlouho poté byla sekce v tichosti rozpuštěna, oficiálně pak všechny sekce v republice zanikly v roce 1951.